# Took Us a Break
"Took Us A Break" é um single da rapper americana Lil' Kim. Foi lançado em 3 de novembro de 2017 pela Queen Bee Entertainment e Entertainment One Music.

## Videoclipe
Em 2 de agosto de 2017, Jones compartilhou várias fotos e um vídeo do conjunto de um "projeto secreto" em sua conta no Instagram. No vídeo por trás das cenas, vinha acompanhado como fundo a música de "Bodak Yellow" de Cardi B, ela dizia: "Trabalho secreto. Vídeo secreto. Não posso te dizer ... Apenas deixo o primeiro vídeo para todos saberem que a Beehive está de volta!". Primeiramente a canção foi nomeada "Money Burn", e alterada na data de seu lançamento.
O clipe dirigido por Sebastian Sdaigui, foi estreado em 11 de outubro pela Urban One's Annual Blitz Showcase em Nova York. Em 3 de novembro, o vídeo foi oficialmente lançado no Vevo, juntamente com o single tornando-se disponível na maioria das plataformas de música digital.

## Recepção critica
Ryan Reed da revista Rolling Stone descreveu o vídeo como "estranho", observando sua "mistura de imagens de grampos rápidos e comuns, como strippers e pilhas de dinheiro, com tiros, cobras ameaçadoras, aranhas e freiras com olhos sangrando".

## Faixas
| Edição padrão |                   |         |  |
| N.º           | Título            | Duração |  |
| 1.            | "Took Us A Break" | 2:59    |  |

## Data realizada
| Região    | Data             | Formato          | Gravadora                                       | Ref.  |
| --------- | ---------------- | ---------------- | ----------------------------------------------- | ----- |
| Worldwide | November 3, 2017 | Digital download | Queen Bee Entertainment Entertainment One Music | [ 4 ] |